# Barão de Longueuil

O brasão de armas do barão de Longueuil

O título Baron de Longueuil é o único título colonial francês atualmente existente que é reconhecido pela rainha Elizabeth II como Rainha do Canadá.